# Чемпионат России по спортивной гимнастике 2018
Чемпионат России по спортивной гимнастике в 2018 году проходил в Казани с 16 по 22 апреля на арене «Центр гимнастики».

## Общая информация
В турнире принимал участие 131 гимнаст (66 мужчин и 65 женщин). В командном первенстве соревновались 7 мужских и 9 женских команд.

## Расписание соревнований
| Дата         | Соревнование                                     |
| ------------ | ------------------------------------------------ |
| 16—17 апреля | тренировка                                       |
| 18 апреля    | командное многоборье, финал, мужчины             |
| 18 апреля    | индивидуальное многоборье, квалификация, мужчины |
| 19 апреля    | командное многоборье, финал, женщины             |
| 19 апреля    | индивидуальное многоборье, квалификация, женщины |
| 19 апреля    | индивидуальное многоборье, финал, мужчины        |
| 20 апреля    | индивидуальное многоборье, финал, женщины        |
| 21 апреля    | отдых                                            |
| 22 апреля    | отдельные виды, финал, мужчины                   |
| 22 апреля    | отдельные виды, финал, женщины                   |

## Призёры

### Мужчины
| Дисциплина                | Золото                                                                                                   | Серебро | Бронза |
| Командное многоборье      | Москва-1 Далалоян Артур Ланкин Дмитрий Нагорный Никита Косьянов Алексей Кишкилёв Николай Хегай Станислав | Центральный ФО Владислав Поляшов Ростов Алексей Прокопьев Кирилл Кибартас Илья Кривунец Сергей Куксенков Николай | Приволжский ФО Чичеров Александр Аблязин Денис Юскаев Ильдар Стариков Валентин Плешкин Артём Белявский Давид |
| Индивидуальное многоборье | Далалоян Артур                                                                                           | Белявский Давид                                                                                                  | Владислав Поляшов                                                                                            |
| Вольные упражнения        | Прокопьев Кирилл                                                                                         | Далалоян Артур                                                                                                   | Ланкин Дмитрий                                                                                               |
| Конь                      | Белявский Давид                                                                                          | Куксенков Николай                                                                                                | Нагорный Никита                                                                                              |
| Кольца                    | Аблязин Денис                                                                                            | Кибартас Илья | Далалоян Артур                                                                                               |
| Опорный прыжок            | Аблязин Денис                                                                                            | Ланкин Дмитрий                                                                                                   | Британ Виктор                                                                                                |
| Параллельные брусья       | Нагорный Никита                                                                                          | Белявский Давид                                                                                                  | Ланкин Дмитрий                                                                                               |
| Перекладина               | Нагорный Никита                                                                                          | Белявский Давид                                                                                                  | Куксенков Николай                                                                                            |

### Женщины
| Дисциплина                | Золото | Серебро | Бронза |
| Командное многоборье      | Москва-1 Мустафина Алия Трыкина Виктория Спиридонова Дарья Перебиносова Ульяна Зубова Варвара Симакова Ангелина | Центральный ФО Мельникова Ангелина Комова Виктория Голдинова Дарина Будылкина Анастасия Елизарова Дарья Бороздыко Таисия | Москва-2 Тутхалян Седа Артёмова Ксения Шохина Валентина Газеева Виктория Кочеткова Елизавета Горбатова Виктория |
| Индивидуальное многоборье | Мельникова Ангелина                                                                                             | Симакова Ангелина | Комова Виктория                                                                                                 |
| Опорный прыжок            | Трыкина Виктория                                                                                                | Мельникова Ангелина | Набиева Татьяна                                                                                                 |
| Разновысокие брусья       | Мельникова Ангелина                                                                                             | Ирина Алексеева | Комова Виктория                                                                                                 |
| Бревно                    | Мельникова Ангелина                                                                                             | Камкова Ксения | Фёдорова Полина                                                                                                 |
| Вольные упражнения        | Мельникова Ангелина                                                                                             | Симакова Ангелина | Ирина Алексеева                                                                                                 |

## Медальный зачёт
| Место | Округ            | Золото | Серебро | Бронза |
| 1     | Москва           | 6      | 4       | 5      |
| 2     | Центральный ФО   | 5      | 5       | 4      |
| 3     | Приволжский ФО   | 3      | 3       | 2      |
| 4     | Уральский ФО     | 0      | 1       | 1      |
| 5     | Санкт-Петербург  | 0      | 0       | 1      |
| 6     | *Ирина Алексеева | 0      | 1       | 1      |
| Всего | Всего            | 14     | 14      | 14     |